# Puszcza Romincka
Puszcza Romincka este o arie protejată (sit de importanță comunitară — SCI) din Polonia întinsă pe o suprafață de 14.754,34 ha, integral pe uscat.

## Localizare
Centrul sitului Puszcza Romincka este situat la coordonatele 54°19′26″N 22°32′30″E / 54.324°N 22.5417°E.

## Înființare
Situl Puszcza Romincka a fost declarat sit de importanță comunitară în aprilie 2004 pentru a proteja 3 specii de plante și 9 specii de animale.

## Biodiversitate
Situată în ecoregiunea continentală, aria protejată conține 9 habitate naturale: Liziere de ierburi înalte hidrofile de câmpie și de nivel montan până la alpin, Fânețe de joasă altitudine (Alopecurus pratensis, Sanguisorba officinalis), Turbării active, Izvoare petrifiante cu formare de travertin (Cratoneurion), Mlaștini alcaline, Păduri de stejar și carpen Galio-Carpinetum, Mlaștini împădurite, Păduri aluvionare cu Alnus glutinosa și Fraxinus excelsior (Alno-Padion, Alnion incanae, Salicion albae), Păduri mixte riverane de Quercus robur, Ulmus laevis și Ulmus minor, Fraxinus excelsior sau Fraxinus angustifolia, de-a lungul marilor râuri (Ulmenion minoris).
La baza desemnării sitului se află mai multe specii protejate:
- plante (3): turiță (Agrimonia pilosa), Hamatocaulis vernicosus, moșișoare (Liparis loeselii)
- amfibieni (2): buhai de baltă cu burta roșie (Bombina bombina), triton cu creastă (Triturus cristatus)
- mamifere (5): liliac cârn (Barbastella barbastellus), lupul (Canis lupus), castor (Castor fiber), vidră de râu (Lutra lutra), râs eurasiatic (Lynx lynx)
- nevertebrate (2): Unio crassus, Vertigo angustior